# Томпсон, Аманда
Аманда Клара Томпсон (англ. Amanda Clara Thompson; род. 18 ноября 1987 года в Чикаго, штат Иллинойс, США) — американская профессиональная баскетболистка, выступавшая в женской национальной баскетбольной ассоциации. Она была выбрана на драфте ВНБА 2010 года во втором раунде под общим девятнадцатым номером клубом «Талса Шок». Играла на позиции лёгкого форварда.

## Ранние годы
Аманда родилась 18 ноября 1987 года в городе Чикаго (штат Иллинойс) в семье Джеймса Брукса и Ванды Томпсон, а училась она там же в средней школе имени Уитни Янга, в которой выступала за местную баскетбольную команду.